# 东北往事——黑道风云20年
《东北往事——黑道风云20年》是网络作家孔二狗的网络连载作品《黑道风云二十年》的实体书版本，于2009年5月1日，2009年7月1日，2009年9月1日出版第一、二、三册。

## 情节概要
80年代，赵红兵、李四、小纪、费四等人是东北某城市参加了1979年中越戰爭的退伍兵。赵红兵复员后被分配到银行上班，见到自己的领导作风奢侈，与之争论中将其打伤，被拘留了十多天后释放，也失去了在银行的工作。当年国庆节，赵红兵等八人在逛灯会时遭到东郊流氓二虎等人挑衅后，与之打斗获胜。使此八人在当地流氓中有了一定声名。其后，赵红兵等八人又与铁路子弟路伟等人发生冲突，赵红兵的高中同学张岳重伤路伟，使得此四人在当地流氓中获得了很响亮的名号。
赵红兵其后又与二虎等人发生矛盾，互有损伤。当局势平稳了些后，赵红兵和他的北京战友承包起了一个旅店做起了生意。其他人也有了各自的营生。
小纪在搞废物收购的同时也作文物倒卖，与当地成名已久的一个老流氓李老棍子发生冲突，此后双方打斗不断，赵红兵等人在打斗途中结识了当地的另一个流氓刘海柱。
张岳在一次打架中捅死了一个首先要伤害张岳的老流氓，进了监狱后判了两年刑，赵红兵的相好对象也因此被其父母勒令与赵红兵分开。赵红兵等人在其后与李老棍子等人的对抗中有所损伤，赵红兵一怒之下将李老棍子等人打到重伤，自首后被判了4年徒刑，他入狱后十个月张岳出狱。
90年代，80年代的混子凭着自身的威胁性垄断了一部分社会资源，赵红兵出狱的时候张岳组织起了一个要债公司，李四办起了一个有赌博性质的游戏厅，在这种格局下，他们又与组织色情行业的陈卫东、赵山河等人发生矛盾，发生了一些重伤害事件。